# Port lotniczy Punta Gorda
Port lotniczy Punta Gorda (ang. Punta Gorda Airport) – jeden z belizeńskich portów lotniczych, zlokalizowany w mieście Punta Gorda.

## Linie lotnicze i połączenia
- Maya Airways (Belize-Międzynarodowy, Belize-Miejski, Dangriga, Placencia)
- Tropic Air (Belize-Międzynarodowy, Belize-Miejski, Dangriga, Placencia)